# Мирошниченко, Артём Владимирович
Артём Владимирович Мирошниченко (укр. Артем Володимирович Мірошниченко; 9 ноября 1978) — украинский футболист, полузащитник.

## Биография
Начал профессиональную карьеру в киевской «Оболонь-2», клуб выступал в любительском чемпионате. 28 октября 2000 года дебютировал за «Оболонь» во Второй лиге в матче против южноукраинского «Тепловика» (0:2). Позже снова выступал в любительском чемпионате за «Европу» (Прилуки) и «Металлист-УГМК» (Киев). В 2005 году перешёл в клуб «Еднисть» (Плиски). В сезоне 2006/07 стал вторым бомбардиром Второй лиги, забил 15 мячей, а обогнал его одноклубник Алексей Олешко, который забил 17 голов. Летом 2007 года вернулся в киевскую «Оболонь».

## Достижения
- Серебряный призёр Первой лиги Украины: 2008/09
- Бронзовый призёр Первой лиги Украины: 2007/08
- Чемпион Второй лиги Украины: 2000/01
- Бронзовый призёр Второй лиги Украины: 2006/07 (группа «А»)